# 上海通志馆
上海通志馆，是一家从事上海乡土历史资料收集、展示、研究、管理的机构。现在的上海通志馆创立于1996年，隶属于上海市地方志办公室。

## 历史
1932年，柳亚子创办上海通志馆，1937年因淞沪会战及经费不足而停办。
1987年，为了提供修治地方志的场所，上海市地方志办公室提出，重新筹建上海通志馆。1993年，上海市计划委员会批准上海市地方志办公室在浦东新区兴建上海通志馆，1996年建成。
上海通志馆新馆位于上海图书馆东馆内，2019年建筑封顶，预计于2021年投入使用。

## 外部連結
- 官方网站